# Гавне
Гавне (дан. Gavnø) — замок доби рококо на однойменному данському острові на південь від Зеландії, в комуні Нествед.

## Історія та опис
Сучасний замок було збудовано у 1755–1758 роках на місці більш старого, заснованого королевою Маргаритою I жіночого домініканського монастиря святої Агнеси. Кам'яний міст через річку Сусо для під'їзду до замку було споруджено після повені 1872 року, яка знищила старий дерев'яний міст 1766 року побудови. У замковому парку розводяться тюльпани, а також є Будинок метеликів. У замку розміщена велика колекція картин, бібліотека й маленький музей данських пожежних.
Капелла замку перейшла у спадок від старого монастиря та пережила капітальний ремонт 1913. Її вівтар містить зображення генеалогічного древа колишніх власників — адмірала Нільса Тролле та його дружини Гелле Розенкранц у вигляді 64 родових гербів.